# Dona
A Dona (magyarul: Donna) a macedón Kaliopi dala, mellyel Macedóniát képviselte a 2016-os Eurovíziós Dalfesztiválon, Stockholmban. A dal belső kiválasztás során nyerte el az eurovíziós indulás jogát és 2016. március 7-én mutatták be nyilvánosan.

## Eurovíziós Dalfesztivál
A dalt az Eurovíziós Dalfesztiválon a május 12-i második elődöntőben adta elő, fellépési sorrendben nyolcadikként az Írországot képviselő Nicky Byrne Sunlight című dala után, és a Litvániát képviselő Donny Montell I’ve Been Waiting for This Night című dala előtt. Az elődöntőben a tizenegyedik helyen végzett, így nem jutott tovább a május 14-i döntőbe.
A következő macedón induló Jana Burčeska Dance Alone című dala volt a 2017-es Eurovíziós Dalfesztiválon.